# Pierre Gamarra
Pierre Gamarra  (Toulouse, 10 de julio de 1919-Argenteuil, 20 de mayo de 2009) fue un escritor francés. Sus obras para la juventud son muy importantes.

## Biografía
Fue un novelista, poeta y crítico literario de origen vasco y languedociano. Fue también autor de ensayos y obras teatrales. Sus trabajos para jóvenes (cuentos, obras de teatro, fábulas y poemas) se enseñan en las escuelas.
Después de la liberación de Toulouse, participó con un grupo de la Resistencia en la creación en esta ciudad de la librería La Renaissance. Mantuvo su compromiso de resistente adhiriéndose al Partido Comunista Francés en 1944. De 1945 a 1950, fue periodista de El Patriota del Suroeste en Toulouse.
En Lausana en 1948, recibió el primer Premio Internacional Charles Veillon por su primera novela, La casa de fuego. Participaron en el jurado los escritores Vercors, Louis Guilloux y André Chamson.
En 1951 fue invitado por Jean Cassou, André Chamson, y Louis Aragon, a colaborar en la revista literaria Europe, editada por Pierre Abraham, a quien sucedió en 1974. También fue crítico literario del semanario de la CGT.
Hablaba español y tradujo muchos poemas del español al francés, por ejemplo la colección de Nicolás Guillén El corazón con que vivo en 1976. Fue también autor de un libro de reportajes sobre la España de Franco, Sombra y luz de España (1961). En Argenteuil en 2001, el comediante Michael Lonsdale recitó algunos de sus poemas sobre España.
Murió en Argenteuil y descansa en el cementerio de Bessens.

### Libros de Pierre Gamarra traducidos en español
- La Aventura del serpiente emplumada, Doncel, 1961
- Seis Columnas en primeira (sin nombre de traductor) Mensajero, Bilbao, 1969
- El Libro y el niño : Importancia de la lectura en la educación, trad.[3] de Nélida Sánchez Rodilla, Nuevos Rumbos en Pedagogía, Editorial Kapelusz, Buenos Aires, 1976
- El Asesino gana el Goncourt, traducción de Jaume Vidal Alcover, ilustraciones de Georges Lemoine, Los Grumetes de la Galera, Barcelona, 1984
- ¡Se han comido el alfabeto! traducción de Augustín Gil Lasierra, ilustraciones de Miquel Ratera, Pirene, Barcelona 1987

### Artículos de Pierre Gamarra en español
- "Evocación de Antonio Machado",  Boletín informativo de la Asociación española de críticos literarios, 1982

## Documentos audio
- Pierre Gamarra hablando (en español) de Rafael Alberti[4] en París durante el homenaje a Alberti organizado por la Sociedad Cultural Franco-Española de París, el 8 de junio de 1966.